# Johann Aken

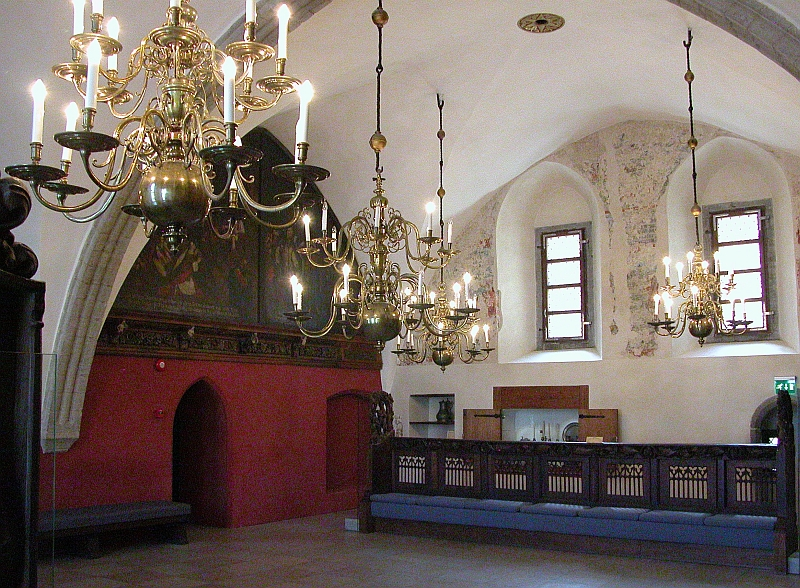
Innenansicht des Rathaussaals in Tallin (2009)

Johann Aken (* möglicherweise um 1629 in Danzig; † 1689 in Riga, Livland) war ein im Ostseeraum tätiger Maler des Barock.

## Leben
Über den Künstler ist wenig bekannt. Johann Aken war in Danzig und Lübeck als Maler tätig. Spätestens 1662 ließ er sich im estnischen Tallinn (deutsch Reval) nieder. Wahrscheinlich bestanden bereits frühere Bindungen zur Stadt. Die Familie Aken ist seit 1552 in Tallinn nachgewiesen.

## Tallinner Rathaus
Das bekannteste erhaltene Werk Johann Akens entstand für die umfassenden Renovierung des Rathauses der estnischen Hauptstadt im 17. Jahrhundert. Den Ratssaal zieren acht Lünettenbilder mit Textlegenden über biblische Themen, die Johann Aken 1667 angefertigt hatte. Die Bilder sind auf Leinwand gemalt. Je zwei Bilder sind in einem Bogenfeld vereinigt. Einflüsse der Kunst von Rembrandt und Rubens konnten nachgewiesen werden.
Die Motive der Lünettenbilder betreffen vornehmlich Gerichtsszenen, die durch Verse mit moralisierenden Nutzanweisungen erläutert sind. Die Bilder weisen auf die oberste Gerichtsbarkeit hin, die der Rat bis ins 19. Jahrhundert in der Stadt ausübte. Bei den einzelnen Szenen handelt es sich um
- Herodias mit dem Kopf Johannes des Täufers
- Samson und Delila
- Susanna vor dem Richter
- Christus und die Ehebrecherin
- Das Urteil Salomos
- Christus vor Pilatus
- Die Königin von Saba vor Salomo
- Christus mit dem Zinsgroschen